# Пнівенський заказник
Пнівенський — лісовий заказник місцевого значення. Об'єкт розташований на території Любешівського району Волинської області, ДП «Любешівське ЛМГ», Деревківське лісництво, квартал 56, виділи 23, 24 на південний захід від села Деревок.
Площа — 10,3 га, статус отриманий у 2003 році.
Охороняються заболочені соснові та березові лісові насадження, де трапляються рідкісні види рослин зозулині черевички справжні (Cypripedium calceolus) та тварин лелека чорний (Ciconia nigra), занесені в Червону книгу України.